# Juan Bayón
Juan Manuel Bayón (Buenos Aires, 15 de noviembre de 1926 - 12 de diciembre de 2017) fue un militar argentino, perteneciente al Ejército Argentino que alcanzó la jerarquía de general de brigada; ocupó el cargo de gobernador de Misiones, durante el Proceso de Reorganización Nacional entre el 31 de marzo de 1981 y el 10 de diciembre de 1983.

## Biografía

### Trayectoria
Fue miembro del Estado Mayor de la Junta Interamericana de Defensa. Como teniente coronel desde el 1 de febrero de 1976 se desempeñó como jefe del Departamento III Operaciones del Estado Mayor del Comando de Cuerpo del Ejército V, hasta el 30 de diciembre de 1976, cuando fue nombrado director de la Escuela Superior de Guerra «Teniente General Luis María Campos». Además, fue responsable de la subzona de defensa 51.
En 1978 fue subsecretario general del Ejército.
El 29 de marzo de 1981 fue nombrado gobernador de la Provincia de Misiones por el presidente de facto Jorge Rafael Videla, en acuerdo con la Junta Militar (decreto n.º 27). Posteriormente en 1982 fue confirmado en el cargo por Reynaldo Benito Antonio Bignone, por decreto n.º 152 del 21 de julio de ese año.

### Juicio y condena
El 12 de septiembre de 2012 el Tribunal Oral Federal de Bahía Blanca lo condenó a reclusión perpetua por delitos de lesa humanidad cometidos en la jurisdicción del V Cuerpo de Ejército durante el terrorismo de Estado.

### Fallecimiento
Falleció en Buenos Aires a los 91 años.